# Uunio Saalas
Uunio Saalas (till 1906 Unio Sahlberg), född 18 februari 1882 i Helsingfors, död där 3 april 1969, var en finländsk entomolog. Han var son till John Sahlberg. 
Saalas blev filosofie doktor 1919 och var 1923–52 professor i lantbruks- och forstzoologi vid Helsingfors universitet. Han var främst inriktad på studier av barkborrar och andra skadeinsekter och företog forskningsresor till bland annat Nordafrika, Främre Asien och Nordamerika. Under 1930-talet verkade han aktivt för förfinskning av Helsingfors universitet. Utöver nedanstående skrifter skrev även finskspråkiga biografier (utgivna 1956–60) över sina förfäder, vilka också var entomologer.